# LeYa
A LeYa é um grupo editorial multinacional português, presidido por Miguel Pais do Amaral. Foi apresentado oficialmente em 7 de janeiro de 2008, como uma empresa holding, com o objetivo de se afirmar como maior grupo editorial de toda a área da língua portuguesa. Em Portugal, o Grupo é líder na área dos livros de edições gerais e o número dois na área dos livros escolares.
No mesmo ano da sua inauguração, em 2008, foi instituído o Prémio LeYa, que visa premiar anualmente um romance inédito, escrito em português, com um montante de 100 000 euros, constituindo-se assim como o maior prêmio literário da língua portuguesa.

## História
O Grupo LeYa foi constituído originalmente por oito editoras, sendo seis delas portuguesas — a Edições ASA, a Editorial Caminho, a Edições Gailivro, a Edições Nova Gaia e a Texto Editora —, uma moçambicana — Ndjira — e uma angolana — Nzila.
O Grupo Oficina do Livro nasceu a 1999, e é um grupo editorial integrado hoje pelas editoras: Casa das Letras, Oficina do Livro, Editorial Teorema, Estrela Polar, Academia do Livro, Quinta Essência e Sebenta. Em 2006, ano em que a Oficina do Livro vence prêmio no 2º Congresso de Editores, o grupo passou a fazer parte da Leya, conferindo ao mesmo editoras de grande prestígio nacional das quais fazem parte dos seus catálogos escritores como Margarida Rebelo Pinto, Miguel Sousa Tavares e Haruki Murakami. 
Em maio de 2008 foi ainda anunciada a compra das editoras integrantes do grupo Explorer Investments: a Oficina do Livro, a Casa das Letras, a Editorial Teorema, a Estrela Polar e a Sebenta.
O Grupo LeYa expandiu as suas atividades ao mercado brasileiro em setembro de 2009, com o lançamento de uma editora própria.
Entre 2010 e 2012, a editora LeYa brasileira teve um selo dedicado à publicação de quadrinhos (BD) chamado Barba Negra. Ele foi criado a partir de acordo de parceria feito com a editora de mesmo nome, que fora criada por Sandro Lobo. Após o fim da parceria, Sandro optou por não dar continuidade à editora de forma independente. Os direitos dos livros lançados ficaram com a LeYa. A Barba Negra foi indicada ao Troféu HQ Mix de editora do ano em 2011 e 2012, tendo ganho o prêmio em 2012.
Em fevereiro de 2022, a LeYa Global e a Infinitas Learning, editora holandesa na área educacional, assinaram um acordo de compra e venda da LeYa, S.A., empresa que gere as operações em Portugal e Moçambique. A Infinitas Learning é uma editora pan-europeia, com presença na oferta de soluções educativas digitais e em papel, nos Países Baixos, Bélgica e Suécia. Esta aquisição está sujeita ainda a aprovação da Autoridade da Concorrência. As operações da LeYa no Brasil e Angola não estão incluídas neste acordo.